# رافان (قصة مصورة)
رافان (بالإنجليزية: Ravan)‏ هو شرير خيالي من دي سي كوميكس. أول ظهور له كان في الفرقة الأنتحارية المجلد. 1 #1 (1987), وتم إنشاؤه من قبل جون أوستراندير و لوك ماكدونيل.

## تاريخ النشر
يظهر أولاً كعضو في فريق المرتزقة الشرير الجهاد (سميت الهجمة في وقت لاحق). في لقاء مع النمر البرونزي يكسر ظهره. يظهر من جديد إلى جانب الهجمة في الفرقة الأنتحارية المجلد. 1 #17, و يتم تجنيده للفرقة الأنتحارية في لقائه الثاني مع النمر البرونزي.

## السيرة الذاتية للشخصية الخيالية
جزء من طائفة ثوغي، يحاول رافان إيقاف قدوم  كالي وبالتالي كالي يوغا، في عصر الفوضى. بواسطة القتل، يؤخر مجيء كالي لآلاف السنين. ومن خلال هذه الممارسة، يمنع كل من كالي ويعبدها. في هذا، عدوه الأساسي هو الشرير كوبرا الذي يرغب في جلب نفس العمر.
ينضم رافان إلى الفرقة الأنتحارية، حتى يتمكن من مواصلة هذه الجهود بينما ترعاها الحكومة الأمريكية. ويشرع في تطوير علاقة غريبة مع النمر البرونزي، والذي يقسم على قتله بسبب هزائمه السابقة، لكن الاثنان أيضاً يشكلان فريقاً فعالاً. خلال توجيه يانوس، عندما كانت والر على وشك أن تجعل الأمر بدا وكأنها تحت سيطرة كوبرا وتقوم بأرسال الفرقة بعد فرقة تموز. يقوم رافان بقتل مايفلاور، وهو بطل خارق محترم.
يصبح رافان دورًا جوهريًا في خطة أماندا والر لإنهاء منظمة LOA، وهي منظمة لتجارة المخدرات. تنجح خطة الشرير بكشف الفرقة. وكشف النقاب عن أن السيد. كالي، الذي كان على ما يبدو الرئيس الجديد، كان مجرد واجهة لأماندا والر، التي لم تترك السلطة أبداً.
مع الفرقة الأنتحارية التي على وشك التفكيك من قبل رؤسائها، تجمع أماندا والر رافان، وآيفي السامة وديدشوت في مهمة لأغتيال LOA، وهي منظمة تخطط لإنشاء جيش من الزومبي. الصفقة للأشرار بسيطة: سيساعد الثلاثة والر على قتل LOA، وبعد ذلك يتم إطلاق سراحهم.
تنجح المهمة، ويتم إيداع أماندا والر إلى السجن بتهمة القتل، بينما يغادر رافان إلى لندن، حيث يقوم بإعداد 'كنيسة أونلاين' كواجهة لمنظمته للأغتيال. بعد عام، يقوم باتمان بأختطاف رافان من هذه «الكنيسة» (يفجرها خلال العملية) للفرقة الأنتحارية الجديدة التي تديرها مرة أخرى أماندا والر.
 مع هذه الفرقة يذهب رافان إلى إسرائيل من أجل القبض على كوبرا. ولكن كوبرا، يتم القبض عليه بالفعل من قبل الفريق الخارق للحكومة الأسرائيلية حيوث. يتلاعب رافان بسهولة بأحد عملائهم، وبالتالي يتيح له الوصول إلى A. I. متطور للغاية دايبوك. في حين يتم إحباط خطط كوبرا من قبل بقية أعضاء الفرقة الأنتحارية، يتواجه رافان مع كوبرا في القتال، لكن كوبرا له اليد العليا ويقترب من قتل رافان.
في اللحظة الأخيرة, يظهر أتوم الثالث في المشهد، ويطيح بكوبرا. أمّا أمنية رافان الأخيرة كانت قتل كوبرا أما عن طريقه أو أتوم، لكن أتوم يرفض تلك الأمنية النهائية، وكما يقول رافان بنفسه، مات حبراً على ورق. يموت في رافان الفرقة الأنتحارية #47. وفقا للفرقة الأنتحارية (المجلد. 2) #11 بدلاً من ذلك، رافان يكون عاجزاً بدلا من ميتاً، كما هو موضح على شاشة الكمبيوتر التي يشاهدها رستم الثاني.
خلال أحداث الليلة الظلماء, أعيد إحياء جثة رافان كعضو في فرقة الفانوس الأسود جنباً إلى جنب مع العديد من الآخرين الذين سقطوا من أعضاء الفرقة الأنتحارية. من الواضح أن رافان قد دمر بواسطة آلية التدمير الذاتي للصيادين لإطلاق العنان لانفجار طاقة الفانوس الأخضر التي تقضي على الفوانيس السوداء.